# Martyn Jordan

a Compétitions nationales et continentales officielles uniquement.

b Matchs officiels uniquement.
Henry Martyn Jordan, né le 7 mars 1865 à Clifton et mort le 14 juillet 1902 à Newport, est un joueur de rugby à XV international gallois évoluant au poste de trois-quart. Il joue également pour le club du Newport RFC et celui des London Welsh. De par sa petite taille, il est affublé du surnom Shorty. Il compense son petit gabarit par sa rapidité.

## Carrière
Jordan commence sa carrière sénior avec le club de Newport RFC mais celle-ci devient vite sporadique car il part faire des études de médecine à Londres. Pendant celles-ci, il continue néanmoins à jouer au rugby d'abord avec Guy's Hospital, puis avec les London Welsh (les Gallois de Londres) Lorsque l'équipe est créée en 1885, Jordan prend part au premier match officiel des exilés gallois le 24 octobre 1885 sur le terrain des Saracens à Walthamstow contre les London Scottish. Il joue alors avec son coéquipier de Newport, Arthur Gould. Plus tard, à l'occasion de sa tournée dans le sud du pays de Galles, l'équipe des exilés dispute quatre matches en six jours contre le Swansea RFC, le Cardiff RFC, Newport et le XV de Galles du Sud. Pour le match contre Newport, Jordan prend la place d'arbitre car il ne peut se décider pour quelle équipe jouer. Même s'il joue de temps en temps avec son club formateur de Newport, il effectue la majorité de ses matches en club avec les London Welsh.
Au début d 1885, il obtient sa première sélection en équipe nationale galloise lors du match contre l'Angleterre dans le cadre du tournoi britannique. Les Gallois perdent la rencontre mais Jordan fait un très bon match et marque deux essais, dont un converti par Arthur Gould. Il est reconduit pour le match suivant contre l'Écosse qui se solde par un match nul et vierge. Puis Jordan n'est plus appelé en équipe nationale pendant quatre ans jusqu'au 2 février 1889 et le match à Raeburn Place contre l'Écosse dans le tournoi britannique. Cela constitue son troisième et dernier match avec le XV du Poireau. Lors de la saison 1888-1889, il est nommé capitaine de l'équipe des London Welsh. Sous son capitanat, il apporte de nombreux changements tactiques qui améliorent considérablement le niveau de jeu de l'équipe et la positionne parmi les meilleurs clubs d'Angleterre.

## Palmarès
Martyn Jordan ne remporte pas le Tournoi britannique qu'il ne dispute que deux fois en 1885 et 1889. Lors de ces deux participations, le tournoi n'est pas terminé en raison de matches non disputés et Jordan termine deux fois à la troisième place. Comme les clubs gallois conviennent de rencontres amicales et ne disputent pas de championnat officiel, Jordan ne remportedonc pas non plus de trophée en club.
| Édition                  | Rang | Résultats pays de Galles | Résultats Martyn Jordan | Matches Martyn Jordan |
| Tournoi britannique 1885 | 3    | 0 v, 1 n, 1 d            | 0 v, 1 n, 1 d           | 2/2                   |
| Tournoi britannique 1889 | 3    | 0 v, 0 n, 2 d            | 0 v, 0 n, 1 d           | 1/2                   |

Légende : v = victoire ; n = match nul ; d = défaite ; la ligne est en gras quand il y a Grand Chelem.

## Statistiques

### En club
Martyn Jordan dispute cinq saisons avec le Newport RFC au cours desquelles il joue 28 rencontres et marque 14 points. En raison de ses études à Londres, il joue d'abord avec Guy's Hospital puis avec les London Welsh à partir de 1885. Les statistiques du joueur dans les deux clubs anglais ne sont pas connues.
| Saison    | Matches | Pts | Essais | Transf. | Drops | Pénal. |
| 1884-1885 | 11      | 7   | 6      | 1       | -     | -      |
| 1885-1886 | 5       | 0   | 3      | -       | -     | -      |
| 1886-1887 | 2       | 1   | 1      | -       | -     | -      |
| 1887-1888 | 3       | 4   | 4      | -       | -     | -      |
| 1888-1889 | 7       | 2   | 1      | -       | -     | -      |
| Total     | 28      | 14  | 15     | 1       | -     | -      |

### En équipe nationale
Martyn Jordan ne dispute que trois matches avec l'équipe du pays de Galles au cours desquels il marque deux essais mais aucun point. Il participe à deux tournois britanniques.
| Année | Compétition         | Matches | Points | Essais |
| 1885  | Tournoi britannique | 2       | -      | 2      |
| 1889  | Tournoi britannique | 1       | -      | -      |
| Total | Total               | 3       | -      | 2      |